# Amandine Miquel
Pour les articles homonymes, voir Miquel.
Amandine Miquel, née le 8 avril 1984 au Blanc dans l'Indre, est une footballeuse française devenue ensuite entraîneuse.

## Biographie

### Carrière de joueuse
Amandine Miquel commence le football dès l'âge de six ans, au Mexique, avec les garçons, aux postes de gardienne de but ou milieu de terrain, dans le club de Tecamachalco (en). Ses parents enseignants étant mutés en Angleterre, elle part à Londres à 12 ans, où elle est repérée dans la cour de récréation par Chelsea. Elle évolue dans le club londonien jusqu'à ses 17 ans, remportant le doublé coupe-championnat U17 la dernière année aux côtés notamment des internationales ou futures internationales anglaises Fara Williams, Casey Stoney et Kelly Smith.
Ses parents étant de nouveau mutés, elle rejoint l'île de la Réunion. Elle continue alors à jouer au foot malgré un déficit de niveau, d'abord en 2001 à Case Vauban. Elle essayera de revenir au haut niveau à Juvisy, sans succès. De 2004 à 2008, elle joue à l'Association féminine de football de l'Est (AFFE) à La Réunion.

### Carrière d'entraîneure
Réfléchissant à une carrière d’entraîneur dès 18 ans, Amandine Miquel profite de son passage à La Réunion à l'AFFE pour entraîner toutes les tranches d’âge, garçons et filles, du spécifique gardien de but. Alors qu'elle passe son BEES 1°Degré option Football en 2010, elle prend le poste d'adjoint des sélections régionales U15 et U17 féminines qui remportent les Jeux des îles en 2011. Elle est alors recrutée par Mayotte pour développement du football féminin.
Pour la saison 2014-2015, Amandine Miquel entraîne la DH féminine du Bergerac Périgord FC, et en parallèle la section sportive de Mérignac.Elle passe en parallèle le DES JEPS option football au Centre technique national Fernand-Sastre|CNF Clairefontain. En quête à plus de professionnalisme, elle postule à l'été 2015 auprès plusieurs clubs de Ligue 1 et Ligue 2. Elle est alors engagée par les Chamois niortais pour leur DH Féminine.
En janvier 2017, elle reprend l'équipe D2 du Stade de Reims. Ne cessant de faire progresser son équipe, elle fait monter le club en D1 féminine au terme de la saison 2018-2019, une première depuis 1989. En janvier 2021, elle prolonge son contrat avec Reims jusqu'en 2024. 
En décembre 2021, après un an de formation au CNF Clairefontaine, elle est diplômée du certificat d'entraîneur de football féminin de haut niveau (CEFF), diplôme nouvellement créé et délivré par la FFF.

## Récompenses
Auréolée d'une montée en D1 féminine avec le Stade de Reims en 2019, Amandine Miquel est récompensée par l'Union nationale des Entraîneurs et Cadres techniques du football (UNECATEF) du prix « Coup du coach ».

## Statistiques

### Entraîneure
| Saison      | Club               | Championnat | Championnat | Championnat | Championnat | Championnat | Coupe nationale | Coupe nationale | Coupe nationale | Coupe nationale | Total  | Total | Total | Total | % Victoires |
| Saison      | Club               | Division    | Matchs      | V           | N           | D           | Matchs          | V               | N               | D               | Matchs | V     | N     | D     | % Victoires |
| ----------- | ------------------ | ----------- | ----------- | ----------- | ----------- | ----------- | --------------- | --------------- | --------------- | --------------- | ------ | ----- | ----- | ----- | ----------- |
| 2016-2017   | Stade de Reims (F) | Division 2  | 11          | 7           | 2           | 2           | 0               | 0               | 0               | 0               | 11     | 7     | 2     | 2     | 63,64 %     |
| 2017-2018   | Stade de Reims (F) | Division 2  | 22          | 12          | 6           | 4           | 4               | 3               | 1               | 0               | 26     | 15    | 7     | 4     | 57,69 %     |
| 2018-2019   | Stade de Reims (F) | Division 2  | 22          | 18          | 3           | 1           | 3               | 2               | 0               | 1               | 25     | 20    | 3     | 2     | 80 %        |
| 2019-2020   | Stade de Reims (F) | Division 1  | 16          | 4           | 3           | 9           | 3               | 2               | 0               | 1               | 19     | 6     | 3     | 10    | 31,58 %     |
| 2020-2021   | Stade de Reims (F) | Division 1  | 22          | 9           | 3           | 10          | 1               | 0               | 0               | 1               | 23     | 9     | 3     | 11    | 39,13 %     |
| Total Reims | Total Reims        | Total Reims | 93          | 50          | 17          | 26          | 11              | 7               | 1               | 3               | 104    | 57    | 18    | 29    | 54,81 %     |